# Sassolungo
El Sassolungo (literalment en italià « pedra llarga »), o Langkofel en alemany, és una cimera del grup muntanyós homònim al massís de les Dolomites, als Alps italians, culminant a 3.181 m al Trentino - Tirol del Sud. Domina la Vall de Fassa al sud i la vall Gardena al nord.

## Topografia
El Sassolungo és el cim principal del grup del Sassolungo, muntanya complexa de vessants elevats i amb moltes cimeres secundàries:
- Sasso Levante, anomenat també Punta Grohmann (3.114 m);
- Punta delle Cinque Dita (2.998 m);
- Sassopiatto (2.969 m);
- Dente di ezdi (3.081 m);
- Campanile Comici

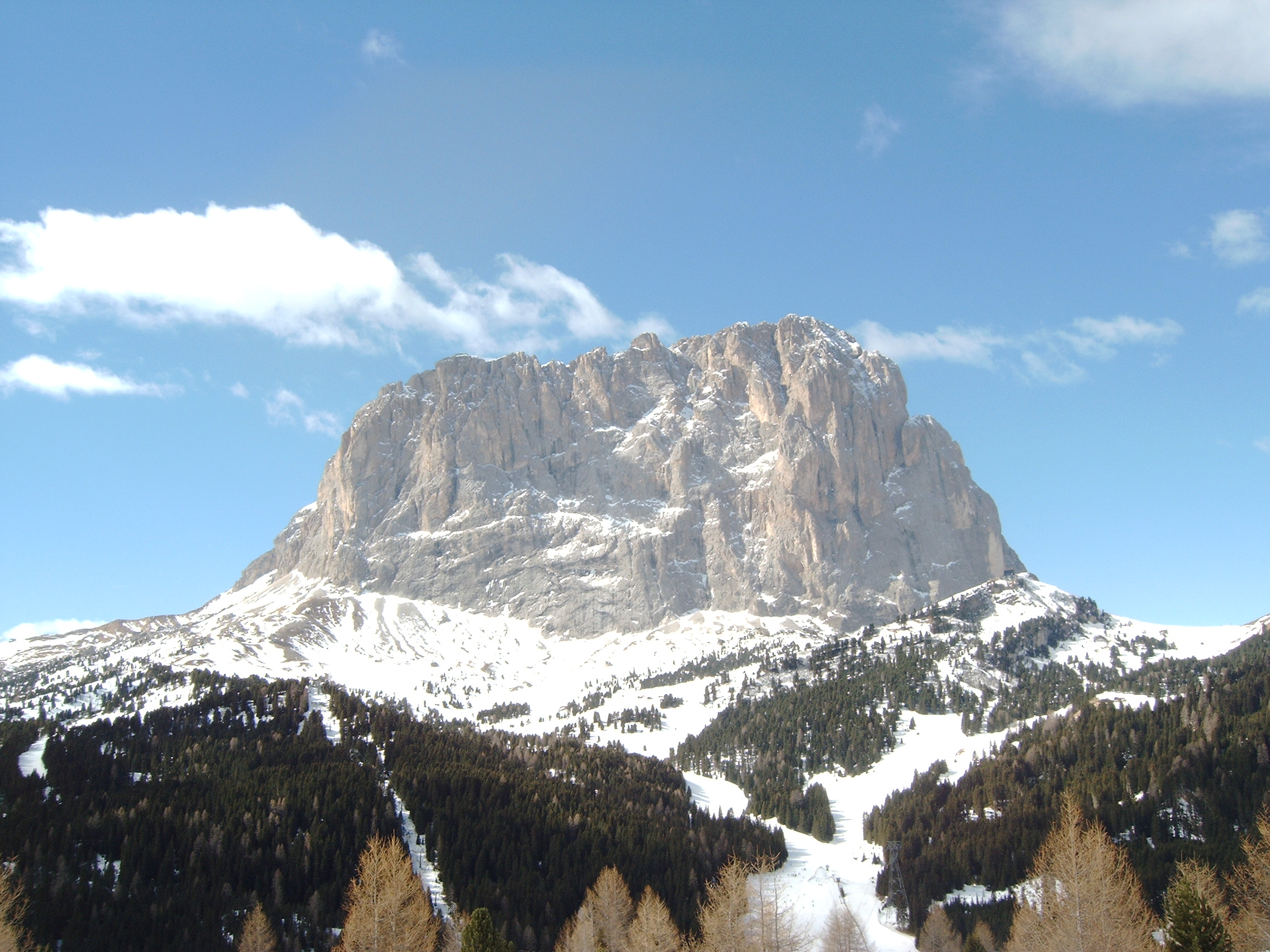
El Sassolungo des del nord-est
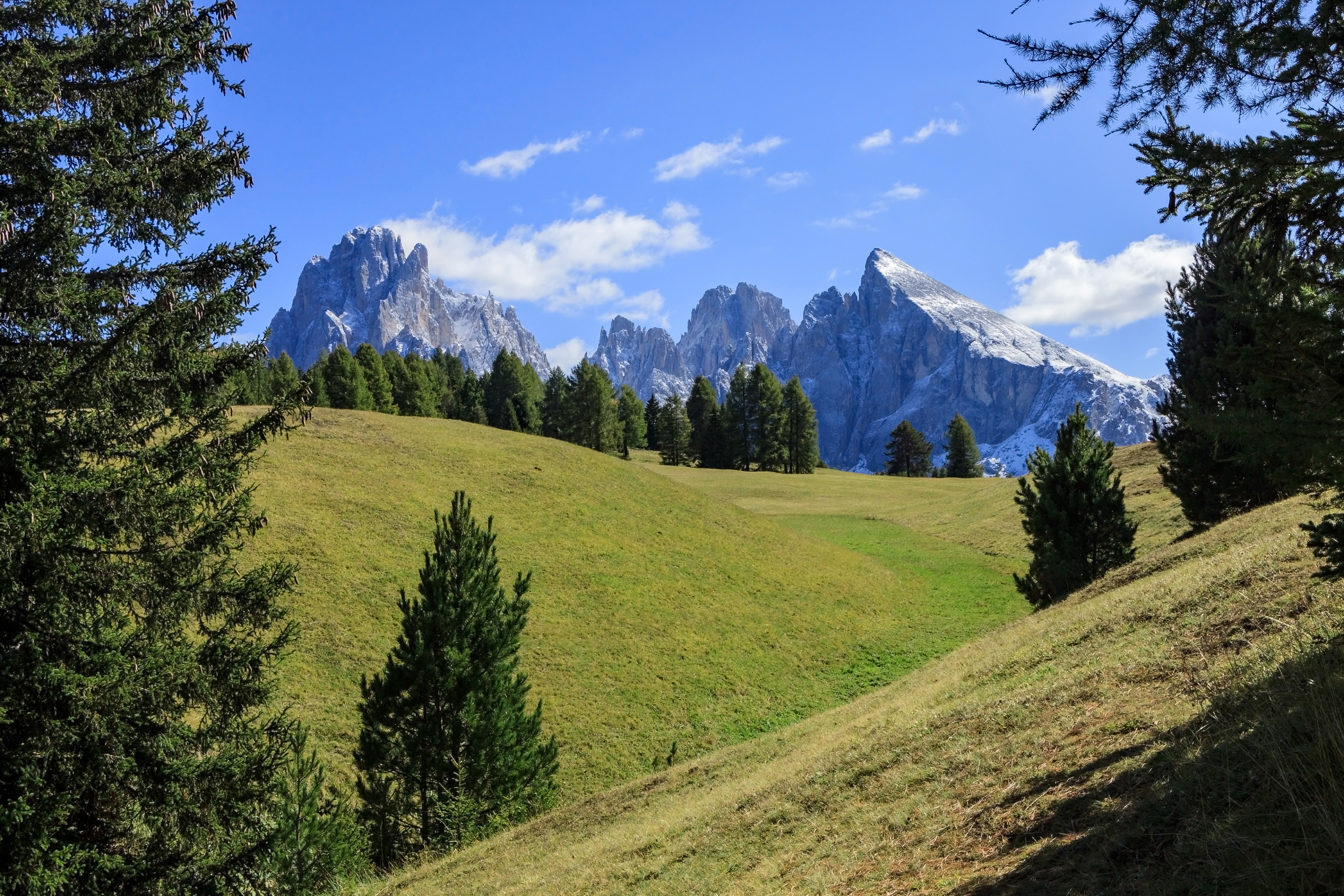
Sassolungo des de Santa Cristina Valgardena
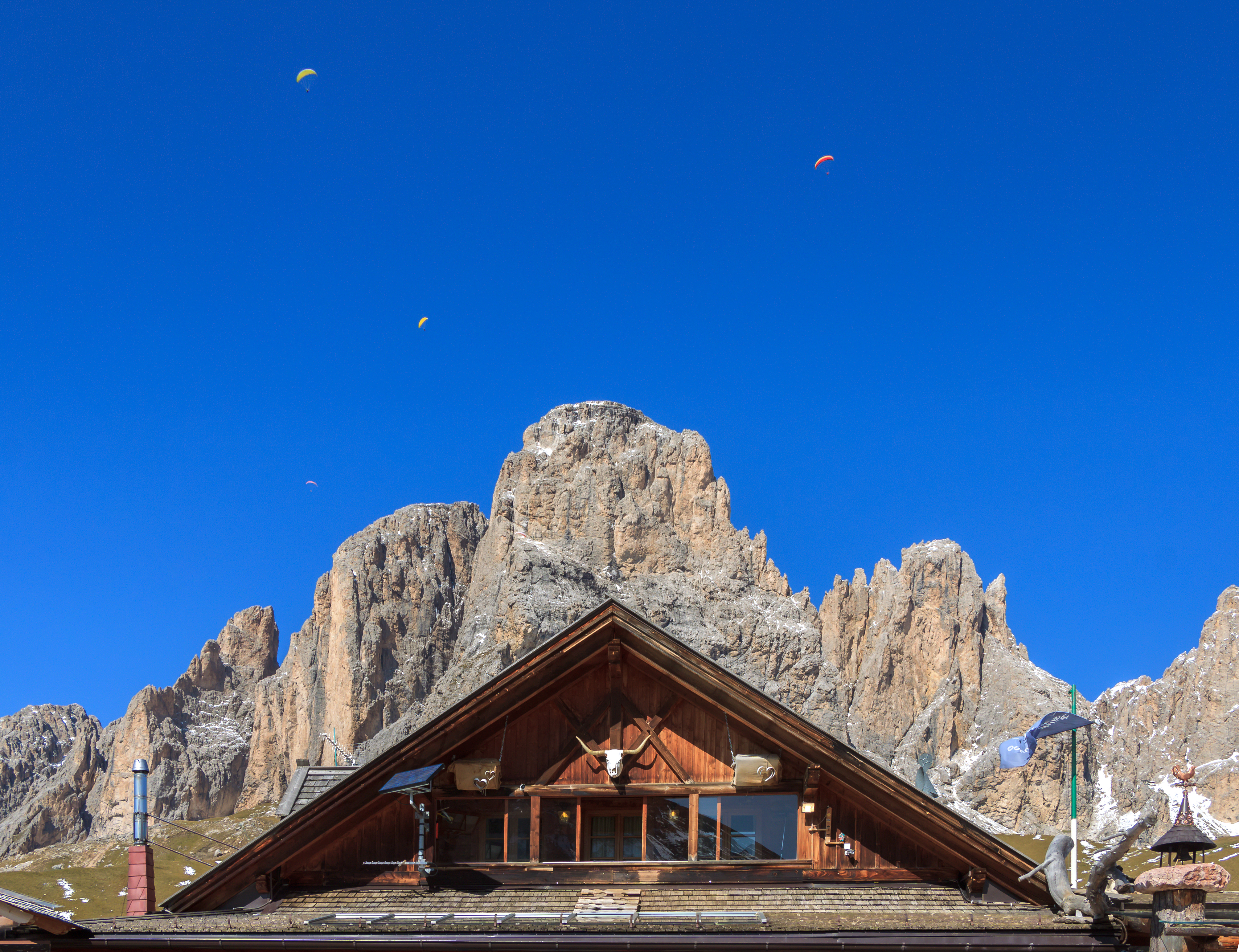
El Sassolungo darrere del gablet del refugi Friedrich August i alguns parapentistes a sobre.
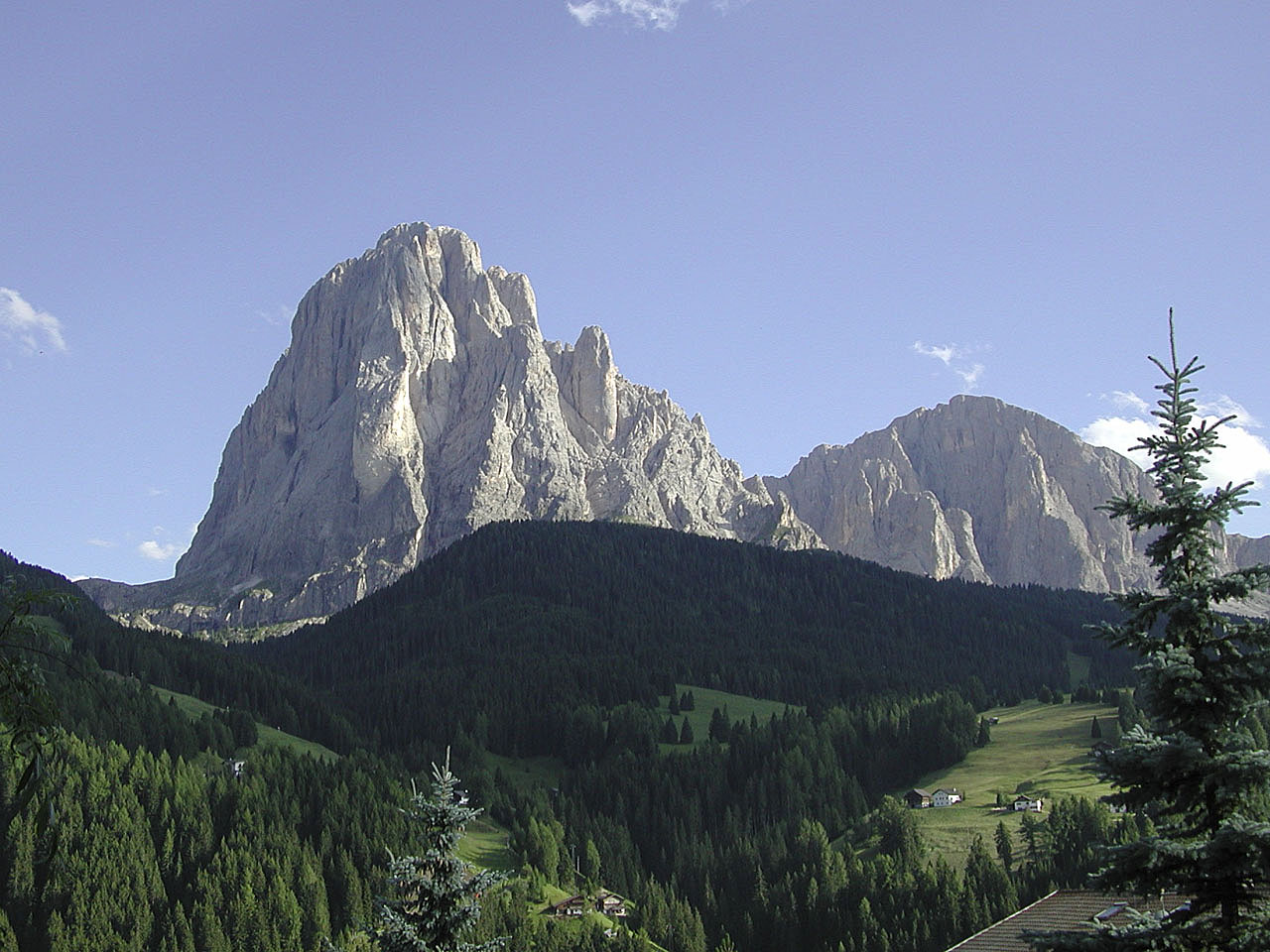
El grup del Sassolungo des de l'Alpe de Siusi.
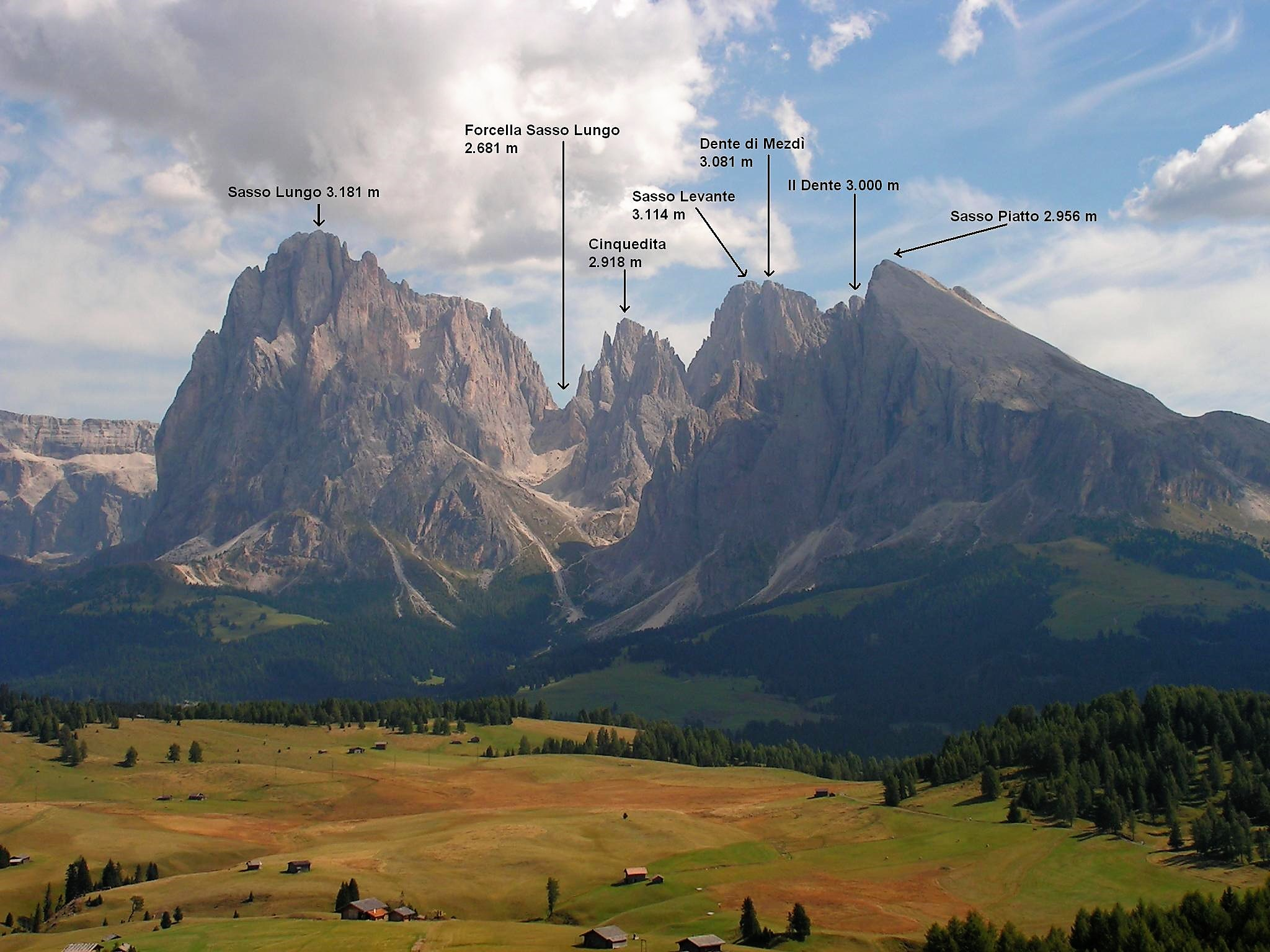
El grup del Sassolungo vist de l'Alpe di Siusi amb indicació de les principals cimeres.

## Història
- 1869 - Primer ascens per Paul Grohmann, Franz Innerkofler i Peter Salcher[3]
- 1890 - Primer ascens de la Punta delle Cinque Dita per Robert Hans Schmitt i Johann Santner
- 1936 - Cara nord per Gino Soldà i Augusto Bertoldi
- 1940 - Pilar nord per E. Esposito i G. Butta
- 1940 - Ascensió del Campanile Comici per Emilio Comici i Severino Casara
- 1959 - Cara sud de la Torre Innerkofler per Dietrich Hasse i Sepp Schrott

## Llegenda
La llegenda local conta que el massís és el lloc de sepultura d'un gegant castigat pels seus semblants per haver robat homes tot culpant els animals del bosc. Els pinacles, coneguts sota el nom de « Cinc dits », serien l'última part visible del cos